# أمبرويس أيونغو
أمبرويس أيونغو بيتولو (بالفرنسية: Ambroise Oyongo)‏ (مواليد 22 يونيو 1991) هو لاعب كرة كاميروني يلعب حاليًا لصالح نادي مونتريال إمباكت.

## الأهداف الدولية
أهداف الكاميرون تظهر أولًا
| # | التاريخ       | الملعب                   | المنافس | الهدف | النتيجة | البطولة                  |
| - | ------------- | ------------------------ | ------- | ----- | ------- | ------------------------ |
| 1 | 20 يناير 2015 | مالابو، غينيا الاستوائية | مالي    | 1–1   | 1–1     | كأس الأمم الأفريقية 2015 |

## ألقاب

### النادي
كوتون سبورت
- الدوري الكاميروني الممتاز (3) : 2010، 2011، 2013
- كأس الكاميرون (1) : 2011

## روابط خارجية
- صفحة اللاعب على موقع الدوري الأمريكي
- صفحة اللاعب على WestAfricanFootball.com
- صفحة اللاعب على mtnfootball
- أمبرويس أيونغو على موقع الاتحاد الدولي (مؤرشف)  (الإنجليزية)
- أمبرويس أيونغو على موقع الدوري الأمريكي (الإنجليزية)
- أمبرويس أيونغو على موقع إي إس بي إن إف سي (الإنجليزية)
- أمبرويس أيونغو على موقع قاعدة بيانات كرة القدم.إي يو (الإنجليزية)
- أمبرويس أيونغو على موقع ليكيب (الفرنسية)
- أمبرويس أيونغو على موقع ناشيونال فوتبول تيمز (الإنجليزية)
- أمبرويس أيونغو على موقع Soccerbase.com (لاعب) (الإنجليزية)
- أمبرويس أيونغو على موقع Soccerway.com (الإنجليزية)
- أمبرويس أيونغو على موقع عالم كرة القدم.نت (الإنجليزية)
- أمبرويس أيونغو على موقع كووورة